# Nati nel 1954/Aprile
| Questa pagina contiene informazioni ricavate automaticamente dalle voci biografiche con l'ausilio del template Bio e di un bot. L'aggiornamento è periodico e automatico e ricostruisce completamente la pagina. Se manca una persona in questa lista, sei pregato di non aggiungerla, ma accertati piuttosto che la sua voce biografica contenga il template Bio e che i dati anagrafici siano correttamente compilati. Se il template Bio manca, inseriscilo tu stesso o, in alternativa, metti l'avviso {{tmp\|Bio}} che ne segnala la mancanza. Se i dati riportati sono sbagliati, correggi direttamente la voce biografica; le modifiche saranno visibili in questa lista entro pochi giorni. Per chiarimenti vedi il progetto biografie. La lista contiene solo le 282 persone che sono citate nell'enciclopedia e per le quali è stato implementato correttamente il template Bio. Pagina aggiornata al 10 ago 2025. |

- 1º aprile - Paola Agnello Modica, sindacalista italiana
- 1º aprile - Giancarlo Antognoni, dirigente sportivo e ex calciatore italiano
- 1º aprile - Armando Gama, cantautore e baritono portoghese († 2022)
- 1º aprile - Antonio Gorostegui, ex velista spagnolo
- 1º aprile - Mariko Hayashi, scrittrice e saggista giapponese
- 1º aprile - Gordon Hill, ex calciatore inglese
- 1º aprile - Gianfranco Miccichè, dirigente d'azienda e politico italiano
- 1º aprile - Dieter Müller, dirigente sportivo e ex calciatore tedesco
- 1º aprile - Jeff Porcaro, batterista statunitense († 1992)
- 1º aprile - Dave Ulliott, giocatore di poker inglese († 2015)
- 1º aprile - Nikolaj Ivanovič Šumakov, architetto russo
- 2 aprile - Gregory Abbott, cantante statunitense
- 2 aprile - Giancarlo Fantozzi, allenatore di hockey su pista e ex hockeista su pista italiano
- 2 aprile - Mario Ferrara, politico italiano
- 2 aprile - Lili Fini Zanuck, produttrice cinematografica e regista statunitense
- 2 aprile - Walter Gibbons, disc jockey e produttore discografico statunitense († 1994)
- 2 aprile - Susumu Hirasawa, compositore e musicista giapponese
- 2 aprile - Yūji Kishioku, ex calciatore giapponese
- 2 aprile - Amarnath Nagarajan, ex cestista indiano
- 2 aprile - Dragomir Okuka, allenatore di calcio e ex calciatore serbo
- 2 aprile - Donald Petrie, regista, attore e produttore televisivo statunitense
- 2 aprile - Marino Sinibaldi, giornalista, critico letterario e conduttore radiofonico italiano
- 2 aprile - Carla Vangelista, scrittrice, sceneggiatrice e traduttrice italiana († 2023)
- 3 aprile - Sheila Bair, politica e avvocata statunitense
- 3 aprile - Rakhshan Banie'temad, regista iraniana
- 3 aprile - Elisabetta Brusa, compositrice italiana
- 3 aprile - Glenn Gordon Caron, autore televisivo, regista e produttore televisivo statunitense
- 3 aprile - Luciano Comida, scrittore italiano († 2011)
- 3 aprile - René Girard, ex calciatore e allenatore di calcio francese
- 3 aprile - Nico Landeweerd, ex pallanuotista olandese
- 3 aprile - Jurij Pudyšev, calciatore e allenatore di calcio sovietico († 2021)
- 3 aprile - Shuki Schwartz, ex cestista israeliano
- 4 aprile - Parveen Babi, attrice indiana († 2005)
- 4 aprile - Ian Brown, ex velista australiano
- 4 aprile - Mike Butler, ex giocatore di football americano statunitense
- 4 aprile - Michel Camilo, pianista e compositore dominicano
- 4 aprile - Julie Carmen, attrice statunitense
- 4 aprile - Mary-Margaret Humes, attrice e modella statunitense
- 4 aprile - Attila Kerekes, ex calciatore ungherese
- 4 aprile - Fiorella Mannoia, cantante e attrice italiana
- 4 aprile - Sergio Orduña, allenatore di calcio e ex calciatore messicano
- 4 aprile - Tom Ruegger, scrittore statunitense
- 4 aprile - Marco Salvi, vescovo cattolico italiano
- 4 aprile - Nicola Valentino, terrorista italiano
- 5 aprile - Mohamed Ben Mouza, ex calciatore tunisino
- 5 aprile - Peter Case, cantautore statunitense
- 5 aprile - Al Fleming, cestista statunitense († 2003)
- 5 aprile - Carmine Gentile, dirigente sportivo e ex calciatore italiano
- 5 aprile - Oriano Grop, ex calciatore italiano
- 5 aprile - Stan Ridgway, cantautore e polistrumentista statunitense
- 5 aprile - Luis Silvio Rojas, ex calciatore cileno
- 5 aprile - Horacio del Carmen Valenzuela Abarca, vescovo cattolico cileno
- 5 aprile - Yoshiichi Watanabe, ex calciatore giapponese
- 6 aprile - Judi Bowker, attrice britannica
- 6 aprile - Sepp Ferstl, ex sciatore alpino tedesco
- 6 aprile - Fabrizio Morri, politico italiano († 2024)
- 6 aprile - Christian Ranucci, criminale francese († 1976)
- 6 aprile - Monika Treut, regista, sceneggiatrice e produttrice cinematografica tedesca
- 6 aprile - Toni Verde, musicista e compositore italiano
- 6 aprile - Zahoor Ahmad Zargar, scrittore indiano
- 7 aprile - Patricia Belcher, attrice statunitense
- 7 aprile - Jackie Chan, artista marziale, attore e stuntman hongkonghese
- 7 aprile - Tony Dorsett, ex giocatore di football americano statunitense
- 7 aprile - Josephine Geurts, ex cestista olandese
- 7 aprile - Ezio Greggio, conduttore televisivo, comico e cabarettista italiano
- 7 aprile - Natália Hejková, ex cestista e allenatrice di pallacanestro slovacca
- 7 aprile - Louisa Hanoune, politica e avvocato algerina
- 7 aprile - Milena Macaolo, ex calciatrice italiana
- 7 aprile - Göran Malkar, ex schermidore svedese
- 7 aprile - Marco Neirotti, scrittore e giornalista italiano
- 7 aprile - Lorenzo Piccioni, politico italiano
- 7 aprile - Vladimir Pochil'ko, psicologo, imprenditore e autore di videogiochi russo († 1998)
- 8 aprile - Amina del Marocco, principessa e dirigente sportiva marocchina († 2012)
- 8 aprile - Abdelilah Benkirane, politico marocchino
- 8 aprile - Patrizia Caraveo, astrofisica italiana
- 8 aprile - Gary Carter, giocatore di baseball statunitense († 2012)
- 8 aprile - Pasquale Giuditta, politico italiano
- 8 aprile - Giuseppe Gualtieri, poliziotto, prefetto e funzionario italiano
- 8 aprile - Ann Hould-Ward, costumista statunitense
- 9 aprile - Luuk Balkestein, ex calciatore olandese
- 9 aprile - Lori Black, bassista statunitense
- 9 aprile - Pierre Dartout, funzionario francese
- 9 aprile - Iain Duncan Smith, politico britannico
- 9 aprile - Daniel Escobar, attore statunitense († 2013)
- 9 aprile - Ken Kalfus, scrittore e giornalista statunitense
- 9 aprile - Dennis Quaid, attore, musicista e doppiatore statunitense
- 9 aprile - Eberhard Rösch, ex biatleta tedesco
- 10 aprile - Paul Bearer, dirigente sportivo statunitense († 2013)
- 10 aprile - Marijana Bušljeta, ex cestista jugoslava
- 10 aprile - Mario Landriscina, politico italiano
- 10 aprile - Peter MacNicol, attore e doppiatore statunitense
- 10 aprile - Svein Gunnar Rein, ex calciatore norvegese
- 10 aprile - Jouko Törmänen, saltatore con gli sci e dirigente sportivo finlandese († 2015)
- 10 aprile - Anacani, cantante e attrice statunitense
- 11 aprile - Constantino Consiglio, ex calciatore maltese
- 11 aprile - Valerij Garkalin, attore e regista sovietico († 2021)
- 11 aprile - Benedykt Kocot, ex pistard polacco
- 11 aprile - Éric Renaut, ex calciatore francese
- 11 aprile - Attila Sudár, ex pallanuotista ungherese
- 12 aprile - Julio Angkel, vescovo cattolico micronesiano
- 12 aprile - Gianni Bissaca, attore italiano
- 12 aprile - Carolyn Dennis, cantante e attrice statunitense
- 12 aprile - Annemiek Derckx, ex canoista olandese
- 12 aprile - Marcie Free, cantante statunitense
- 12 aprile - Marvin Johnson, ex pugile statunitense
- 12 aprile - Nourredine Kourichi, ex calciatore algerino
- 12 aprile - Jon Krakauer, saggista e alpinista statunitense
- 12 aprile - Loris Mazzetti, giornalista, regista televisivo e saggista italiano
- 12 aprile - Steve Stevaert, politico belga († 2015)
- 12 aprile - Nguyen Thi Kim Ngan, politica vietnamita
- 12 aprile - Pat Travers, chitarrista canadese
- 13 aprile - Michael Cassutt, scrittore, sceneggiatore e produttore televisivo statunitense
- 13 aprile - Angela Dellepiane, danzatrice e coreografa italiana († 2009)
- 13 aprile - Jimmy Destri, tastierista statunitense
- 13 aprile - Paolo Grassini, regista e sceneggiatore italiano
- 13 aprile - Róża Thun, politica polacca
- 13 aprile - Michael Owen Jackels, arcivescovo cattolico statunitense
- 13 aprile - Glen Keane, animatore statunitense
- 13 aprile - Tajmuraz Mamsurov, politico russo
- 13 aprile - Enzo Monteleone, regista e sceneggiatore italiano
- 13 aprile - Alan Ogden, calciatore inglese
- 13 aprile - Ben Plucknett, discobolo statunitense († 2002)
- 13 aprile - Roberto Dinamite, calciatore e politico brasiliano († 2023)
- 13 aprile - José Romão, ex calciatore e allenatore di calcio portoghese
- 14 aprile - Éric Bedouet, allenatore di calcio, dirigente sportivo e ex calciatore francese
- 14 aprile - Bruno Cadoré, presbitero francese
- 14 aprile - Art Collins, ex cestista statunitense
- 14 aprile - Rosaria Conte, sociologa italiana († 2016)
- 14 aprile - Chuck Dixon, fumettista statunitense
- 14 aprile - László Fekete, calciatore ungherese († 2014)
- 14 aprile - Massimo Guglielmi, regista, sceneggiatore e produttore cinematografico italiano
- 14 aprile - Włodzimierz Mazur, calciatore polacco († 1988)
- 14 aprile - Katsuhiro Ōtomo, regista, fumettista e sceneggiatore giapponese
- 14 aprile - Cesare Patrone, dirigente pubblico e poliziotto italiano
- 14 aprile - Shari Redstone, imprenditrice statunitense
- 14 aprile - Sibilla, cantante italiana
- 14 aprile - Bruce Sterling, autore di fantascienza statunitense
- 14 aprile - Tiziana Timolati, ex cestista italiana
- 14 aprile - Juan Manuel Villalba, ex calciatore paraguaiano
- 15 aprile - Carlo Ambrosini, fumettista italiano († 2023)
- 15 aprile - Philippe Ginestet, imprenditore francese
- 15 aprile - Antonio Gozzi, imprenditore e dirigente sportivo italiano
- 15 aprile - Andrea Gyarmati, ex nuotatrice ungherese
- 15 aprile - Seka, ex attrice pornografica statunitense
- 15 aprile - Víctor Lugo, ex calciatore colombiano
- 15 aprile - Moon Ray, ballerina e cantante francese
- 15 aprile - Franco Salvia, regista, sceneggiatore e produttore televisivo italiano
- 15 aprile - Giovanna Sicari, poetessa, scrittrice e critico letterario italiano († 2003)
- 15 aprile - Vilberto Stocchi, biochimico italiano
- 15 aprile - Martin Weber, ex saltatore con gli sci tedesco orientale
- 16 aprile - Freak Antoni, cantautore, scrittore e attore italiano († 2014)
- 16 aprile - Ellen Barkin, attrice e produttrice cinematografica statunitense
- 16 aprile - Geraldo Cleofas Dias Alves, calciatore brasiliano († 1976)
- 16 aprile - Alan Curtis, dirigente sportivo, ex calciatore e allenatore di calcio gallese
- 16 aprile - Mustapha Kouici, ex calciatore algerino
- 16 aprile - Sibylle Lewitscharoff, scrittrice, drammaturga e sceneggiatrice tedesca († 2023)
- 16 aprile - Hubert Minnis, politico bahamense
- 16 aprile - Léonard Specht, allenatore di calcio e ex calciatore francese
- 17 aprile - Omer Bartov, storico israeliano
- 17 aprile - Paolo Cavaglione, giornalista italiano
- 17 aprile - Wendy D'Olive, attrice italiana
- 17 aprile - Vicente Duncan, ex cestista e allenatore di pallacanestro panamense
- 17 aprile - Pasquale Fanesi, allenatore di calcio e ex calciatore italiano
- 17 aprile - Benny Kohlberg, ex fondista svedese
- 17 aprile - Ján Kozák, allenatore di calcio, dirigente sportivo e ex calciatore cecoslovacco
- 17 aprile - Maurizio Marchei, ex calciatore italiano
- 17 aprile - DeWayne McKnight, chitarrista e compositore statunitense
- 17 aprile - Jesús Ortiz, ex schermidore cubano
- 17 aprile - Riccardo Patrese, ex pilota automobilistico italiano
- 17 aprile - Roddy Piper, wrestler e attore canadese († 2015)
- 17 aprile - Michael Sembello, cantante, musicista e produttore discografico statunitense
- 17 aprile - Ben-Dror Yemini, giornalista israeliano
- 18 aprile - Vladimir Kolev, ex pugile bulgaro
- 18 aprile - Hans Liberg, musicista e cabarettista olandese
- 18 aprile - Giorgio Morelli, ex rugbista a 15 italiano
- 18 aprile - Giancarlo Petrangeli, ex calciatore italiano
- 18 aprile - Jean-Claude Selini, pilota motociclistico francese
- 18 aprile - Claudio Vinazzani, ex calciatore, allenatore di calcio e dirigente sportivo italiano
- 18 aprile - Vincenzo Zeno-Zencovich, giurista e saggista italiano
- 19 aprile - Andreas Andreou, ex calciatore cipriota
- 19 aprile - Daniele Cesaretti, ex ciclista su strada sammarinese
- 19 aprile - Dany De Cubber, ex calciatore belga
- 19 aprile - Trevor Francis, calciatore e allenatore di calcio inglese († 2023)
- 19 aprile - Lóránd Hegyi, storico, critico d'arte e scrittore ungherese
- 19 aprile - Tofig Huseynov, militare azero († 1992)
- 19 aprile - Betsy Joslyn, attrice e soprano statunitense
- 19 aprile - Carmen Lucia, avvocato e magistrato brasiliano
- 19 aprile - Ingrid Peters, cantante e conduttrice radiofonica tedesca
- 19 aprile - Bob Rock, chitarrista, bassista e produttore discografico canadese
- 20 aprile - Carlo Chenis, vescovo cattolico italiano († 2010)
- 20 aprile - Wilma Dias, attrice, ballerina e showgirl brasiliana († 1991)
- 20 aprile - Ralph Drollinger, ex cestista statunitense
- 20 aprile - Lou A. Kouvaris, chitarrista statunitense († 2020)
- 20 aprile - Carlo Alessandro Landini, compositore, saggista e poeta italiano
- 20 aprile - Ngô Xuân Lịch, generale e politico vietnamita
- 20 aprile - Gianluigi Pegolo, politico italiano
- 20 aprile - Ralph Pichler, bobbista svizzero
- 20 aprile - Mieke Vogels, politica belga
- 21 aprile - Knut Ertesvåg, allenatore di calcio e ex calciatore norvegese
- 21 aprile - James Morrison, attore statunitense
- 21 aprile - Laura Podestà, nuotatrice italiana († 2022)
- 22 aprile - Joseph Bottoms, attore statunitense
- 22 aprile - Roberto Capone, attivista e terrorista italiano († 1978)
- 22 aprile - Serena Dandini, conduttrice televisiva, scrittrice e autrice televisiva italiana
- 22 aprile - Đura Džudžar, vescovo cattolico serbo
- 22 aprile - Raul Lovisoni, compositore e scrittore italiano
- 22 aprile - Jōji Nakata, doppiatore giapponese
- 22 aprile - Birgit Pohl, atleta paralimpica tedesca († 2022)
- 22 aprile - Matthias Wiegand, ex pistard tedesco
- 23 aprile - Tony Atlas, wrestler e ex culturista statunitense
- 23 aprile - Lucinda Jenney, attrice statunitense
- 23 aprile - Michael Moore, regista, sceneggiatore e produttore cinematografico statunitense
- 23 aprile - Romel Raffin, ex cestista canadese
- 24 aprile - Mumia Abu-Jamal, attivista e giornalista statunitense
- 24 aprile - Jack Blades, cantante, bassista e chitarrista statunitense
- 24 aprile - Captain Sensible, cantante, chitarrista e compositore britannico
- 24 aprile - Vince Ferragamo, ex giocatore di football americano statunitense
- 24 aprile - Toril Førland, ex sciatrice alpina norvegese
- 24 aprile - Dana Kaproff, compositore statunitense
- 24 aprile - Mario Maglione, cantante e musicista italiano
- 24 aprile - Riccardo Montanaro, doppiatore italiano († 2010)
- 24 aprile - Salvatore Pillera, mafioso italiano
- 24 aprile - Patrick Rossi Gastaldi, attore teatrale, regista teatrale e mimo italiano
- 24 aprile - Renata Scaglia, ex discobola italiana
- 24 aprile - Viktor Sokolov, ex pistard e ciclista su strada russo
- 24 aprile - Viggo Sundmoen, ex calciatore norvegese
- 24 aprile - Anthony Basil Taylor, vescovo cattolico statunitense
- 25 aprile - Melvin Burgess, scrittore britannico
- 25 aprile - Eddie Edwards, ex giocatore di football americano statunitense
- 25 aprile - Giuseppe Madonia, mafioso italiano
- 25 aprile - Vittorio Missoni, stilista e dirigente d'azienda italiano († 2013)
- 25 aprile - József Szendrei, ex calciatore ungherese
- 25 aprile - Glen Williams, cestista e allenatore di pallacanestro americo-verginiano († 2017)
- 26 aprile - Mauro Nardi, cantautore e compositore italiano
- 26 aprile - Mario Calvo-Platero, giornalista italiano
- 26 aprile - Mimmo Franzinelli, storico italiano
- 26 aprile - Kevin Kennerley, ex calciatore inglese
- 26 aprile - Dmitrij Kiselëv, giornalista russo
- 26 aprile - Fulvio Lucioli, collaboratore di giustizia e mafioso italiano
- 26 aprile - Sandro Oliva, chitarrista e compositore italiano
- 26 aprile - Walmor Oliveira de Azevedo, arcivescovo cattolico brasiliano
- 26 aprile - Marc Silvert, ex cestista e allenatore di pallacanestro francese
- 26 aprile - Viorica Țurcanu, ex schermitrice rumena
- 27 aprile - Frank Bainimarama, politico e ammiraglio figiano
- 27 aprile - Claudio Burlando, politico italiano
- 27 aprile - John Cygan, doppiatore statunitense († 2017)
- 27 aprile - Herm Edwards, ex giocatore di football americano e allenatore di football americano statunitense
- 27 aprile - Yusof Kelana, regista malese († 2020)
- 27 aprile - Alessandro Liberati, medico italiano († 2012)
- 27 aprile - Alfredo Pasini, politico italiano
- 27 aprile - Paolo Pavesi, rugbista a 15 e allenatore di rugby a 15 italiano († 1995)
- 27 aprile - Sixto Soria, ex pugile cubano
- 28 aprile - Mike Albert, chitarrista statunitense
- 28 aprile - Gennadij Bessonov, ex sollevatore sovietico
- 28 aprile - Michael Daugherty, compositore, pianista e docente statunitense
- 28 aprile - Don Dufek, ex giocatore di football americano statunitense
- 28 aprile - Dong-Suk Kang, violinista sudcoreano
- 28 aprile - Mario Miscali, giurista, avvocato e dirigente d'azienda italiano
- 28 aprile - John Pankow, attore statunitense
- 28 aprile - Gonzalo de Villa y Vásquez, arcivescovo cattolico spagnolo
- 29 aprile - Donnie Andrews, criminale statunitense († 2012)
- 29 aprile - Mo Brooks, politico statunitense
- 29 aprile - Jake Burton Carpenter, snowboarder e imprenditore statunitense († 2019)
- 29 aprile - Erik Foss, dirigente sportivo, allenatore di calcio e ex calciatore norvegese
- 29 aprile - Kazuko Kurosawa, costumista giapponese
- 29 aprile - Marek Kusto, allenatore di calcio e ex calciatore polacco
- 29 aprile - Marc Lavoie, ex schermidore e economista canadese
- 29 aprile - Kevin McKenzie, ex ballerino, direttore artistico e coreografo statunitense
- 29 aprile - Bill Paxon, politico statunitense
- 29 aprile - Chris Rogers, matematico neozelandese
- 29 aprile - Jerry Seinfeld, cabarettista, attore e sceneggiatore statunitense
- 29 aprile - Marianne Stanley, ex cestista e allenatrice di pallacanestro statunitense
- 29 aprile - Masaaki Suzuki, direttore d'orchestra, organista e clavicembalista giapponese
- 30 aprile - Thom Bray, attore statunitense
- 30 aprile - Howard Brookner, regista, sceneggiatore e produttore cinematografico statunitense († 1989)
- 30 aprile - Karen Brooks, cantautrice statunitense
- 30 aprile - Jane Campion, regista, sceneggiatrice e produttrice cinematografica neozelandese
- 30 aprile - Alonso Cueto, scrittore e sceneggiatore peruviano
- 30 aprile - Gerry Daly, ex calciatore irlandese
- 30 aprile - Kim Darroch, politico e diplomatico britannico
- 30 aprile - Patrick Joseph McKinney, vescovo cattolico britannico
- 30 aprile - Mimi Wikstedt, tennista svedese († 2019)